# رود ساوالا
رود ساوالا (انگلیسی: Savala) یک رودخانه در استان ورونژ کشور روسیه است.